# Anna Rajecka

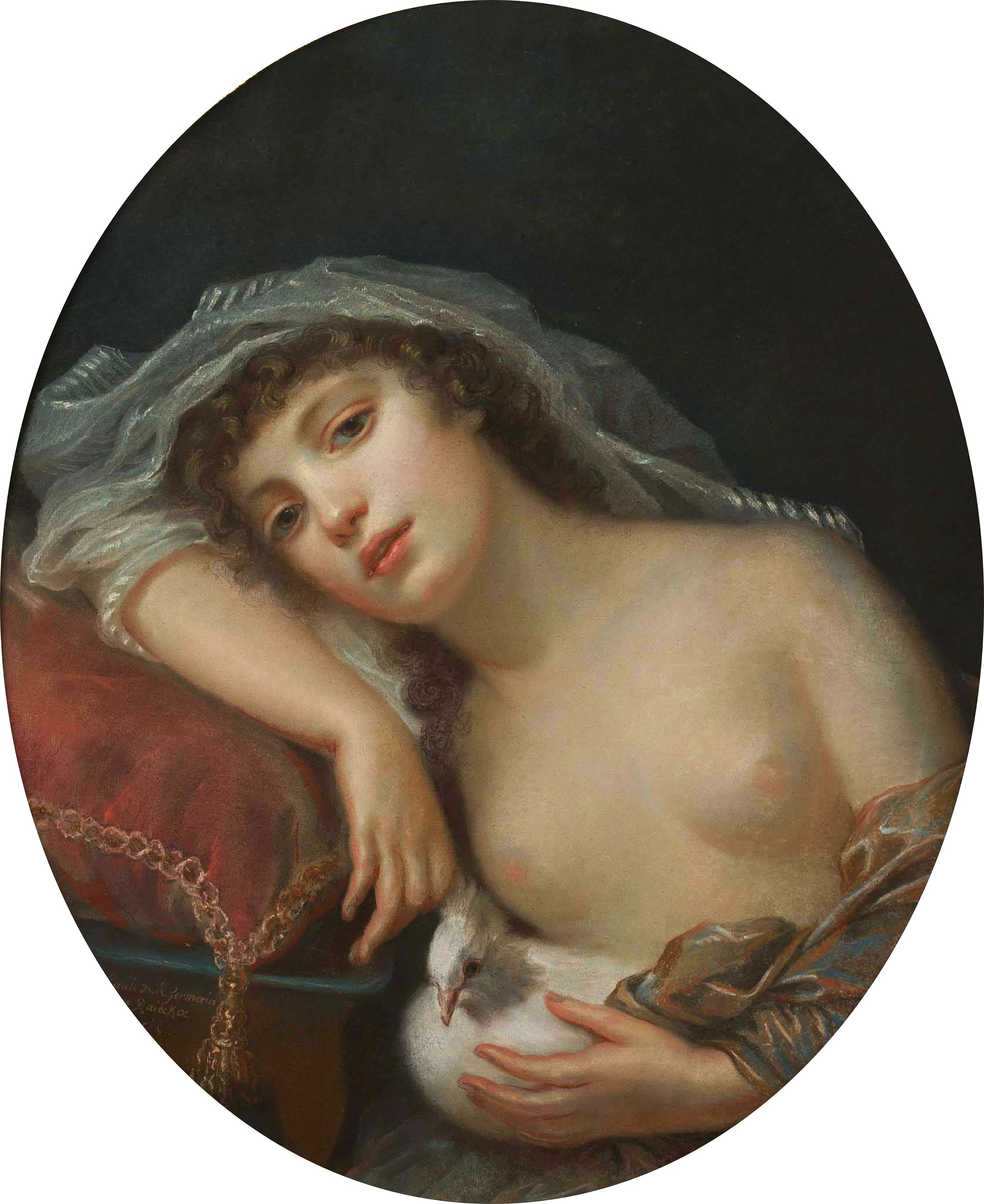
Rajecka - Uma menina com uma pomba

Anna Rajecka foi uma pintora de retratos e pastelista polonesa. Ela também era conhecida como Madame Gault de Saint-Germain. Com seu talento artístico distinto, Rajecka conseguiu se destacar na França, onde se mudou em busca de maior reconhecimento e onde trabalhou para a corte francesa. Ela é reconhecida por sua habilidade em capturar expressões sutis e por seu domínio da cor e da luz, características que marcaram suas obras.
Rajecka foi uma das poucas mulheres de sua época a conseguir reconhecimento em um ambiente dominado por homens. Estudou pintura sob a tutela de Marcello Bacciarelli, pintor de corte do rei Stanisław August Poniatowski, da Polônia. O próprio monarca, ciente de seu potencial, apoiou sua ida para Paris para desenvolver ainda mais suas habilidades artísticas. Na capital francesa, Rajecka se tornou uma das primeiras mulheres estrangeiras a expor no Salon de Paris, um feito impressionante para a época, onde conquistou elogios por seus retratos realistas e delicados.
A carreira de Anna Rajecka se destacou por suas contribuições para a arte de retrato, especialmente através de miniaturas, onde revelava o refinamento técnico da pintura em pequenos formatos, comum entre os círculos aristocráticos europeus. Seus trabalhos retratam a elite com uma abordagem sensível e detalhista, mantendo o ideal neoclássico, com forte influência da estética rococó. Muitos de seus retratos preservam um caráter de elegância e nobreza, retratando seus modelos em composições simples, mas de uma delicadeza que conferia profundidade psicológica a seus temas.
Rajecka faleceu em 1832, após ter passado anos na França e construído um legado que ainda hoje é admirado. Ela representa um exemplo importante da resiliência e habilidade feminina nas artes visuais e é frequentemente citada em estudos sobre mulheres artistas do período.